# Teorema da área (projeção conforme)
Na teoria matemática de projeções conformes, o teorema da área fornece uma desigualdade satisfeita pelos coeficientes da série de potências de certas projeções conformes. O teorema é chamado por esse nome, não por causa de suas implicações, mas porque a prova usa a noção de área.

## O teorema
Suponha que {\displaystyle f}é analítico e injetivo no disco unitário aberto perfurado {\displaystyle \mathbb {D} \setminus \{0\}} e tem a representação da série de potências
{\displaystyle f(z)={\frac {1}{z}}+\sum _{n=0}^{\infty }a_{n}z^{n},\qquad z\in \mathbb {D} \setminus \{0\},}
então os coeficientes  {\displaystyle a_{n}} satisfaz
{\displaystyle \sum _{n=0}^{\infty }n|a_{n}|^{2}\leq 1.}